# Dragan Medan
Dragan Medan (1979.), hrvatski vaterpolist. Igra na mjestu desnog napadača.
Sudjelovao na ovim velikim natjecanjima: Sredozemne igre 2001. Igrao za VK Jug.